# Skin efekt

Ilustrace skin efektu. I - střídavý proud procházející vodičem, H - magnetický indukční tok, I_{W} - indukované vířivé proudy. Sečtením I + I_{W} vychází, že u povrchu vodiče teče větší proud než v jeho středu.

Skin efekt (povrchový jev) je fyzikální děj, při kterém dochází k vytlačování elektrického proudu k povrchu vodiče. Elektrický střídavý proud procházející vodičem uzavírá kolem sebe siločáry magnetického (indukčního) toku (též toku magnetické indukce). Část tohoto toku prochází i tím samým vodičem a indukuje v něm uzavřené vířivé proudy. Tyto vířivé proudy mají blíže ke středu vodiče opačný směr než původní elektrický proud a odečítají se od něj, kdežto blíže k povrchu jsou směry souhlasné a proudy se sčítají.
K povrchovému jevu nedochází při průchodu stejnosměrného proudu vodičem, při frekvenci 50 Hz používané v síťových rozvodech je obvykle zanedbatelný. V silnoproudé elektrotechnice využívají skin efekt pro rozběh asynchronní motory s Boucherotovou klecí.
Výrazně se skin efekt projevuje například na vysokofrekvenčních rozvodech vysílačů a u běžných rozvodů televize. Aby byl efekt minimalizován, používají se vlnovody - technicky jde o trubku, u které je třeba maximalizovat povrch, jenž se často dále zušlechťuje pokovením (například stříbrem). Dochází tak k minimalizaci ztrát způsobených vedením proudu pouze v povrchové vrstvě materiálu. Stejný technický princip využívá koaxiální kabel.
Při kmitočtu 50 Hz (průmyslový kmitočet) je zvýšení odporu hliníkových vodičů skin efektem malé - nepředstavuje více než 1,5 %. U měděných vodičů do průřezu 240 mm2 nepřesahuje hodnoty větší než 1 %.[zdroj?]
Skin efekt je tím větší, čím je větší:
- frekvence proudu.
- průřez vodiče
- vodivost materiálu vodiče
- relativní permeabilita materiálu vodiče

Poměr odporu při průchodu střídavého proudu a odporu při průchodu stejnosměrného proudu vodičem můžeme zohlednit součinitelem zvětšení odporu.
{\displaystyle R=\varkappa \cdot r}
Kde {\displaystyle R} je odpor vodiče při průchodu střídavého proudu, {\displaystyle \varkappa } (Kappa) součinitel zvětšení odporu, a {\displaystyle r} odpor při průchodu stejnosměrného proudu.

## Hloubka vniku
Střídavá proudová hustota J ve vodiči exponenciálně klesá od hodnoty JS na povrchu vodiče až k hodnotě v hloubce d:
{\displaystyle J=J_{\mathrm {S} }\,e^{-{d/\delta }}}
kde koeficient δ se nazývá hloubka vniku. Hloubka vniku je tedy definována jako hloubka pod povrchem vodiče, kde proudová hustota klesne na 1/e (zhruba 37 %) JS. Obvykle se odhaduje jako:
{\displaystyle \delta ={\sqrt {{2} \over {\omega \mu \gamma }}}={\sqrt {{\rho } \over {\pi f\mu }}}}, kde:
{\displaystyle \gamma } = konduktivita (měrná vodivost)
{\displaystyle \rho } = rezistivita (měrný odpor)
ω = úhlová rychlost proudu ({\displaystyle =2\pi f})
μ = absolutní magnetická permeabilita vodiče
Tento vzorec přibližně platí při splnění podmínky {\displaystyle \delta <{\frac {R}{3}}}, kde R je poloměr vodiče.
Permeabilitu μ lze určit z relativní permeability {\displaystyle \mu _{r}} vynásobením {\displaystyle \mu _{0}}, tj. permeabilitou vakua: {\displaystyle \mu =\mu _{0}\cdot \mu _{r}}.
Tento výpočet hloubky vniku platí pouze pro dobré elektrické vodiče, u špatných vodičů se skin efekt téměř neuplatňuje.

## Odpor vodiče
Efektivní odpor vodiče při skin efektu (když je výrazně tlustší než δ) odpovídá tomu, jako by proud procházel pouze vrstvou s tloušťkou δ. Můžeme tedy zhruba uvažovat průřez δ krát průměr vodiče.
Válcový vodič s průměrem D velkým ve srovnání s δ má odpor přibližně rovný válcové trubce s tloušťkou stěny δ. Při měrném odporu vodiče {\displaystyle \rho } platí pro odpor při průchodu střídavého proudu vodičem délky L:
{\displaystyle R\approx {{L\rho } \over {\pi (D-\delta )\delta }}\approx {{L\rho } \over {\pi D\delta }}}
Druhá aproximace předpokládá {\displaystyle D\gg \delta }.
Někdy se pro součinitel zvětšení odporu {\displaystyle \varkappa } uvádí také vztah
{\displaystyle \varkappa =0,5d{\sqrt {\frac {\mu _{r}\cdot f}{\varrho }}}+0,2}
Kde d je průměr vodiče [mm], μr je relativní permeabilita, f frekvence [Hz] a ϱ měrný odpor daného materiálu vodiče [Ohm·mm2/km]